# Abastumanská astrofyzikální observatoř
Abastumanská astrofyzikální observatoř (gruzínsky აბასთუმნის ასტროფიზიკური ობსერვატორია) nebo také Abastumani je astrofyzikální observatoř v Gruzii v blízkosti města Abastumani (vrch Kanobili, 200 km západně od Tbilisi; +42°49,5'; +41°45,3'; 1 650 m).
Je to první vysokohorská astronomická observatoř SSSR, založená roku 1932. Zabývá se výzkumem galaxie s důrazem na mezihvězdnou hmotu, mimogalaktickou astronomií, studiem Slunce, Měsíce, planet a astrometrií.